# Arjen Robben
Arjen Robben (Bedum, 23 januari 1984) is een Nederlands voormalig profvoetballer die doorgaans als vleugelaanvaller speelde. Robben speelde tussen 2003 en 2017 96 keer in het Nederlands elftal, waarvoor hij 37 keer scoorde.
Robben debuteerde in december 2000 bij FC Groningen in het betaalde voetbal. Na anderhalf seizoen verkaste hij naar PSV, waar hij in 2003 zijn eerste landstitel won en uitgeroepen werd tot Nederlands Talent van het Jaar. In 2004 verhuisde hij voor achttien miljoen euro naar Chelsea. Hoewel geplaagd door blessures pakte Robben met The Blues twee landskampioenschappen op rij (2005 en 2006).
Na drie jaar bij Chelsea vertrok Robben in 2007 voor vijfendertig miljoen euro naar Real Madrid. Hij groeide uit tot sleutelspeler in het elftal dat in 2008 de Spaanse titel pakte en speelde er samen met vijf landgenoten; Van Nistelrooij, Sneijder, Drenthe, Van der Vaart en Huntelaar. In de zomer van 2009 noopte de aankoop van nieuwe Galácticos hem te vertrekken en maakte hij de overstap naar Bayern München. Met de Duitse Rekordmeister won hij twintig prijzen, waaronder de UEFA Champions League, de UEFA Super Cup en vijfmaal de Duitse dubbel. Robben speelde bij Bayern tien jaar samen in de aanval met Franck Ribéry. Zij kregen hier als tweetal de bijnaam 'Robbery'.
Robben debuteerde in april 2003 op negentienjarige leeftijd in het Nederlands elftal. Hij vertegenwoordigde zijn land op de Europese kampioenschappen van 2004, 2008 en 2012 en de wereldkampioenschappen van 2006, 2010 en 2014. Tijdens de WK's van 2010 en 2014 werd hij genomineerd voor de Gouden Bal. In 2014 werd Robben als eerste voetballer sinds Ruud Gullit (1987) verkozen tot Nederlands Sportman van het Jaar.
In juli 2021 maakte hij bekend definitief te stoppen met zijn voetbalcarrière.
Hij richtte zich vervolgens op padel, een racketsport die bij veel oud-profvoetballers populair is. In 2022 zal Robben in de categorie 35+ meedoen aan het NK padel in Zwolle. Arjen Robben liep op 5 maart 2022 mee bij de 38e editie van de Halve marathon van Haren.
Op 25 september 2022 werd bekendgemaakt dat de KNVB Arjen Robben heeft benoemd tot bondsridder. De bekendmaking vond plaats op een bijeenkomst van oud-Oranje voetballers in Zeist voorafgaand aan de Nations League wedstrijd tussen Nederland en België in de Johan Cruijff ArenA.

## Clubvoetbal

### FC Groningen
In zijn jongste voetbaljaren speelde Robben bij de plaatselijke voetbalvereniging VV Bedum. Er waren wedstrijden die met 20–0 werden gewonnen, waarbij Robben er achttien in legde. Als C-junior maakte hij op twaalfjarige leeftijd de overstap naar FC Groningen. Op zestienjarige leeftijd maakte hij zijn debuut in het eerste elftal van FC Groningen.
Robben maakte op 26 november 2000 deel uit van de selectie van trainer-coach Jan van Dijk voor een Eredivisieduel met FC Twente (3–0 nederlaag). Een week later, op 2 december 2000, maakte hij uit bij RKC Waalwijk (0–0) als invaller zijn debuut. In de zevenenzeventigste minuut kwam hij in de ploeg voor Leonardo dos Santos. De daaropvolgende wedstrijd in Doetinchem tegen De Graafschap (0–4) viel hij ook in en op 17 december 2000 stond hij in een thuisduel tegen Feyenoord (1-0) voor het eerst in de basis. Zijn eerste treffer voor FC Groningen maakte hij op zondag 11 maart 2001, toen de club op eigen veld 3-3 speelde tegen AFC Ajax.
Robben zou twee volledige seizoenen bij FC Groningen spelen. In 46 wedstrijden in de Eredivisie maakte hij acht doelpunten. Hoewel hij geen topscorer was, werd Robben dankzij zijn snelle aanvallen vanaf links en zijn opvallende acties in zijn eerste seizoen (2000-2001) Speler van het Jaar bij FC Groningen. Zijn talent bleef niet onopgemerkt, waardoor de drie traditionele Nederlandse topclubs Feyenoord, Ajax en PSV de linksbuiten graag wilden hebben. Robben koos voor PSV, dat een transfersom van negeneneenhalf miljoen gulden overmaakte naar FC Groningen. Bij Robbens vertrek handhaafde FC Groningen zich nipt in de Eredivisie. Hij werd uitgefloten, omdat supporters het idee hadden dat hij met zijn gedachten al in Eindhoven zat.

### PSV
Bij PSV maakte hij meer doelpunten dan voorheen en ook zijn spel ontwikkelde zich verder. In het seizoen 2002/03 speelde Robben drieëndertig wedstrijden in de Eredivisie en scoorde hij twaalf keer. Het daaropvolgende seizoen zag er in eerste instantie veelbelovend uit, maar tegen AJ Auxerre in de UEFA Cup scheurde hij zijn hamstring en raakte vier tot zes weken geblesseerd. Robben revalideerde, maar later in het seizoen tegen zijn voormalige club FC Groningen ging het weer mis. Opnieuw scheurde hij zijn hamstring en weer lag hij er voor eenzelfde periode uit. Zijn deelname aan het EK van 2004 kwam hierdoor even in gevaar.

### Chelsea

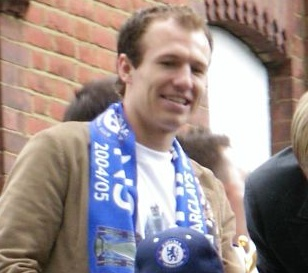
Robben viert het kampioenschap met Chelsea in 2005.

Robben speelde zich bij PSV in de kijker bij buitenlandse topclubs. Manchester United was in hem geïnteresseerd, maar een bod van zeveneneenhalf miljoen euro was voor PSV onacceptabel. Voorzitter Harry van Raaij van PSV vond het te weinig:  'Voor die prijs mogen ze een Robben-shirt met een handtekening hebben' . Chelsea FC betaalde uiteindelijk achttien miljoen euro voor de speler.
Robben maakte zijn debuut bij Chelsea in november 2004, zijn debuut bleef een tijdje uit omdat hij in de voorbereiding in de vriendschappelijke wedstrijd tegen AS Roma geblesseerd raakte. In het seizoen 2004/05 bewees Robben aan Chelsea zijn waarde, hij werd dan ook uitgeroepen tot FA Premier League speler van de maand. Seizoen 2004/05 eindigde hij met zeven doelpunten. Hij werd in dit seizoen bijna uitgeroepen tot jong talent van het jaar, maar hij werd tweede achter Wayne Rooney van Manchester United.
Het seizoen hierop raakte hij in een wedstrijd tegen Blackburn Rovers zwaar geblesseerd. Hij was daardoor genoodzaakt toe te kijken hoe zijn team voor het kampioenschap ging. Toen Robben weer fit was in seizoen 2005/06 was hij een vaste waarde aan de linkerflank van het elftal. In achtentwintig wedstrijden maakte hij zes doelpunten en won Chelsea voor de tweede keer op rij de Premier League-titel.
Robben werd bejubeld om zijn rushes, techniek en snelheid, maar geregeld bekritiseerd vanwege zijn vermeende schwalbes. In augustus 2007 bracht Real Madrid een bod op hem uit, waar Chelsea mee akkoord ging.

### Real Madrid

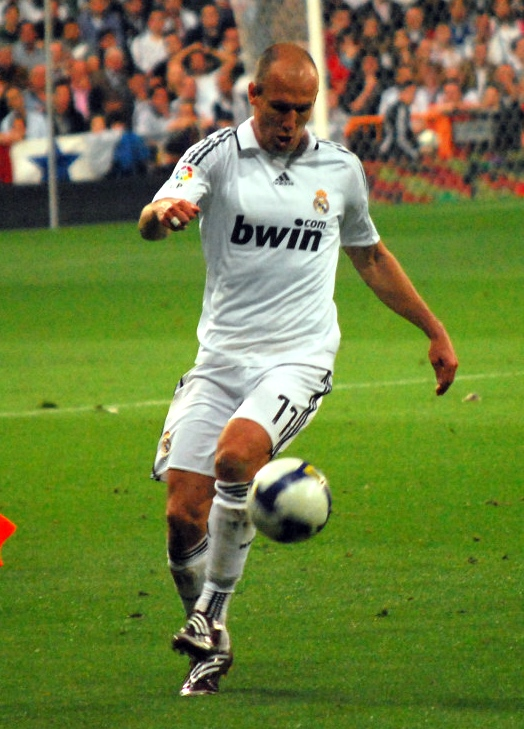
Robben in actie voor Real Madrid, 2009

Op 27 augustus 2007 ondertekende Robben een vijfjarig contract bij Real Madrid. De club betaalde Chelsea een transfersom van vijfendertig miljoen euro (vierentwintig miljoen pond). Bij Real Madrid trof hij de Nederlanders Ruud van Nistelrooij, Wesley Sneijder en Royston Drenthe. Hij debuteerde op 18 september 2007 voor Real in een met 2–1 gewonnen wedstrijd tegen Werder Bremen in de UEFA Champions League.
Robben viel in zijn eerste jaar bij Real Madrid meermaals geblesseerd uit. De medische staf van Real Madrid meende dat de oorzaak een verkeerde loophouding was. Hij zou in zijn eerste seizoen slechts tot eenentwintig wedstrijden komen, waarin hij vier keer scoorde. Halverwege het seizoen 2008/09 kwam hij goed in vorm toen coach Juande Ramos hem als rechtsbuiten in plaats van linksbuiten posteerde. In dit seizoen was Robben veel minder geblesseerd dan in de jaren ervoor. Robben groeide uit tot een belangrijke speler en maakte steeds meer doelpunten en assists. In juni 2009 keerde Florentino Pérez terug als clubpresident van Real Madrid. Deze herintroduceerde zijn Los Galácticos-beleid, waardoor de spelers uit de zeskoppige Nederlandse enclave (ook Rafael van der Vaart en Klaas-Jan Huntelaar waren ondertussen naar de club getransfereerd) steeds meer overbodig werden.
Aan de start van het seizoen 2009/10 roerde Real Madrid zich danig op de transfermarkt. Door de aankoop van supersterren als Cristiano Ronaldo, Kaká, Karim Benzema en Xabi Alonso werd de Nederlandse voetballers te verstaan gegeven dat zij mochten vertrekken bij de club. Voor Robben gold dat hij niet weg hoefde, maar dat een vertrek bespreekbaar was. Hij werd hierop in verband gebracht met Liverpool FC, Tottenham Hotspur, Fenerbahçe SK, AS Roma, FC Barcelona en Manchester United.

### Bayern München
Op 27 augustus 2009 maakte Robben de overstap van Real Madrid naar Bayern München; met de overgang zou zo'n vijfentwintig miljoen euro gemoeid zijn geweest. Hij gaf bij zijn vertrek aan dat hij het niet netjes vond hoe Real Madrid hem en de andere Nederlandse spelers had behandeld. Robben werd in München de achtste Nederlandse speler uit de clubgeschiedenis. Willem Hesselink, Mark van Bommel, Martin Jol, Roy Makaay, Raymond Victoria, Jan Wouters en Edson Braafheid gingen hem voor.
In zijn debuutwedstrijd tegen VfL Wolfsburg, op 29 augustus 2009 waarin hij in de rust inviel voor Hamit Altintop, wist hij direct tweemaal te scoren.

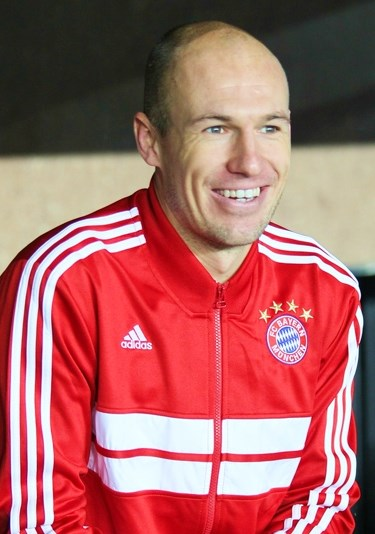
Robben bij Bayern München, 2013

Robben maakte dat seizoen veel beslissende doelpunten in de UEFA Champions League. Zo maakte hij het beslissende doelpunt tegen Fiorentina in de achtste finale. In de kwartfinale scoorde Robben het beslissende doelpunt tegen Manchester United met een volley. Op 17 april 2010 maakt hij zijn eerste hattrick in zijn carrière in de met 7–0 gewonnen wedstrijd tegen Hannover 96. Robben maakte dit seizoen in de competitie zestien doelpunten in vierentwintig wedstrijden. Dit leverde hem onder meer de titel Duits voetballer van het jaar op van het sportblad Kicker.
Aan het begin van het seizoen 2010/11 werd ontdekt dat Robben nog steeds een hamstringblessure had, die al tijdens de oefenwedstrijd tegen Hongarije in de aanloop naar het wereldkampioenschap voetbal 2010 was ontstaan, waarna hij na een kort herstel op het wereldkampioenschap voetbal 2010 heeft gespeeld. Op 15 januari 2011, in de wedstrijd tegen VfL Wolfsburg, maakte Robben zijn comeback in de Bundesliga, na een half jaar afwezigheid. Hij kwam goed terug maar haalde niet helemaal zijn niveau van het jaar daarvoor.

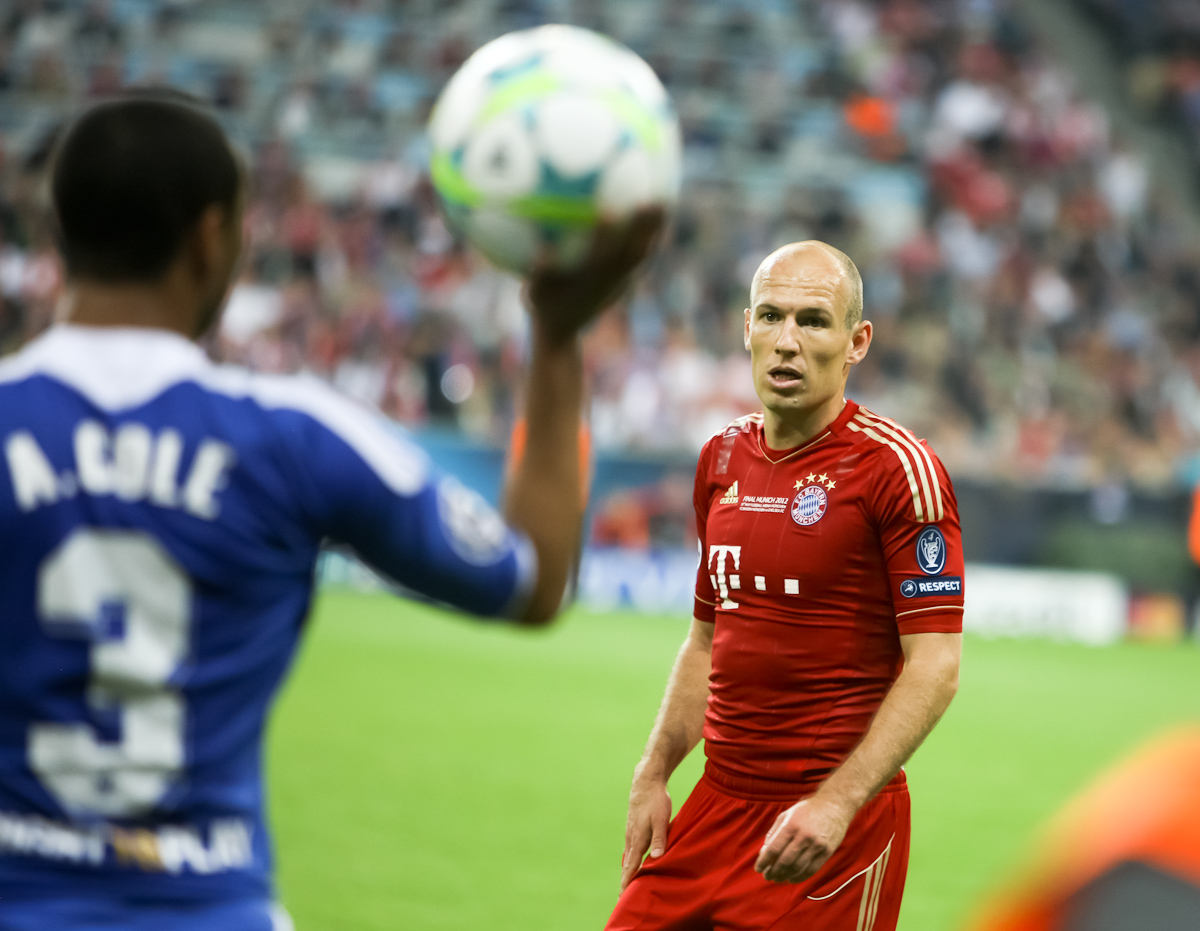
Robben (rechts) tijdens de verloren Champions League-finale van 2012 tegen zijn oude club Chelsea

Het derde seizoen van Robben bij Bayern München ging niet al te best van start. In oktober moest hij een operatie ondergaan aan zijn lies, waardoor hij een tijd niet mee kon spelen. Later in het jaar werd hem door veel Duitse kranten verweten dat hij 'egoïstisch' in het veld zou zijn. Er was volgens Robben sprake van een persoonlijke oorlog tegen hem door sommige kranten. Bayern-legende Franz Beckenbauer keerde zich ook tegen Robben en noemde de aanvaller een egoïst. Omdat Robben wedstrijdritme miste en waarschijnlijk door de vele kritiek op hem, ging hij slechter spelen en werd hij zelfs enkele wedstrijden op de bank gezet. Op 29 februari 2012 speelde het Nederlands elftal een vriendschappelijke wedstrijd tegen Engeland op Wembley, waar hij wel gewoon in de basis stond. Robben scoorde deze wedstrijd twee keer.
Na een tijdje keerde Franz Beckenbauer zich echter weer tegen de voetballer omdat Robben een strafschop nam die hij zelf veroorzaakt had. Dit tegen de wil van Beckenbauer in. In de halve finale van de UEFA Champions League tegen Real Madrid ontstond er een conflict tussen Franck Ribéry en Robben, waarbij Ribéry zelfs met zijn vuist onder het oog van Robben sloeg. Door de uitlatingen van Franz Beckenbauer en het conflict met Ribéry, twijfelde Robben over een contractverlenging. Op 3 mei werd echter bekendgemaakt dat Robben zijn contract had verlengd tot medio 2015. Met zijn team verloor Robben de finale van de UEFA Champions League tegen Chelsea. Robben miste in de verlenging bij een 1–1-stand een strafschop, waarna Chelsea na strafschoppen wist te winnen.

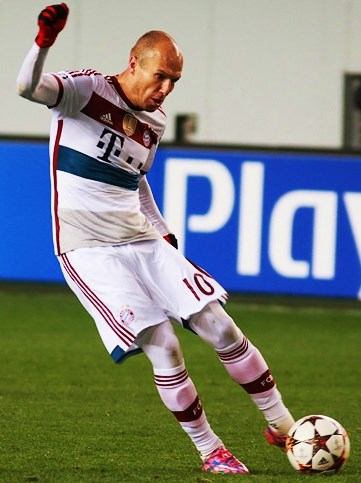
Robben legt aan namens Bayern in oktober 2014.

Op 25 mei 2013 was Arjen Robben beslissend voor Bayern München in de UEFA Champions League-finale tegen Borussia Dortmund door een assist op Mario Mandžukić (1–0) en de winnende treffer in de negenentachtigste minuut (2–1) voor zijn rekening te nemen. Door dit doelpunt en assist werd Robben die wedstrijd door Alex Ferguson uitgeroepen tot man van de wedstrijd.
Robben verlengde in maart 2014 zijn contract bij Bayern München tot medio 2017. In het daaropvolgende seizoen scoorde hij op 27 februari 2015 in de drieëntwintigste competitieronde tegen FC Köln zijn zeventiende competitiedoelpunt van het seizoen. Daarmee verbeterde Robben zijn tot op dat moment hoogste aantal competitietreffers in een seizoen uit 2009/10. Toen maakte hij er zestien, ook in dienst van Bayern. Robben maakte op 15 oktober 2016 zijn negenenzeventigste competitiedoelpunt voor Bayern München, uit bij Eintracht Frankfurt. Daarmee werd hij Bayerns meest scorende buitenlander in de Bundesliga ooit. Tot die dag deelde hij dat record met Roy Makaay.
Robben verlengde in januari 2017 zijn contract bij Bayern München opnieuw, ditmaal tot medio 2018. Hij werd dat jaar voor de vijfde keer op rij Duits landskampioen met de club. Robben maakte op 22 september 2017 zijn tweeënnegentigste competitiedoelpunt voor Bayern München. Hij zorgde die dag voor de 2–0 tijdens een wedstrijd die in 2–2 eindigde, thuis tegen VfL Wolfsburg. Met dit aantal evenaarde hij Giovane Elber als meest productieve niet-Duitser in dienst van Bayern München én Willi Lippens als meest productieve Nederlander in de Bundesliga ooit. Robben speelde op 18 oktober 2017 zijn honderdste wedstrijd in de UEFA Champions League, thuis tegen Celtic. Hij was de tweede Nederlander die tot dat aantal kwam, na Clarence Seedorf (125). Robben maakte op 4 november 2017 zijn drieënnegentigste competitiedoelpunt voor Bayern München, de 0–1 uit bij Borussia Dortmund. Daarmee werd hij zowel de meest productieve niet-Duitser van de club als de meest scorende Nederlander in de Bundesliga ooit. Het eerstgenoemde record raakte hij op 21 januari 2018 na achtenzeventig dagen kwijt aan ploeggenoot Robert Lewandowski. Robben verzekerde zich op 7 april 2018 met Bayern voor het zesde jaar op rij van het Duitse landskampioenschap. Met die bij PSV, Chelsea en Real Madrid samen was dit voor hem persoonlijk de elfde keer in zijn carrière dat hij een landstitel won, het hoogste aantal ooit voor een Nederlander. Tot die dag deelde hij dit record met Johan Cruijff. Robben werd op 18 mei 2019 voor de twaalfde keer landskampioen, opnieuw met Bayern München. Hij maakte in de met 5–1 gewonnen kampioenswedstrijd thuis tegen Eintracht Frankfurt zelf het laatste doelpunt, zijn negenennegentigste competitietreffer en zijn hondereenenveertigste in totaal voor de club.

### FC Groningen
Na een carrière in binnen- en buitenland en een jaar te zijn gestopt, gaf Robben in juni 2020 te kennen om in het seizoen 2020/21 als speler terug te keren bij FC Groningen. Op 3 augustus 2020 werd hij benoemd tot aanvoerder en op 22 augustus maakte hij zijn eerste speelminuten in een oefenwedstrijd tegen Almere City FC. Hij speelde ook op 13 september in de basis tegen zijn oude club PSV in de eerste speelronde. Hij moest echter na dertig minuten het veld met liesklachten verlaten. Bijna een maand later speelde hij tegen FC Utrecht een kwartiertje mee. Robben kwam niet meer in actie tot 9 mei 2021 tegen FC Emmen.

## Clubstatistieken
| Seizoen     | Club           | Competitie       | Competitie | Competitie | Competitie | Beker | Beker | Beker | Europa | Europa | Europa | Totaal | Totaal | Totaal |
| Seizoen     | Club           | Competitie       | Wed.       | Dlp.       | Ass.       | Wed.  | Dlp.  | Ass.  | Wed.   | Dlp.   | Ass.   | Wed.   | Dlp.   | Ass.   |
| ----------- | -------------- | ---------------- | ---------- | ---------- | ---------- | ----- | ----- | ----- | ------ | ------ | ------ | ------ | ------ | ------ |
| 2000/01     | FC Groningen   | Eredivisie       | 18         | 2          | 1          | 0     | 0     | 0     | —      | —      | —      | 18     | 2      | 1      |
| 2001/02     | FC Groningen   | Eredivisie       | 28         | 6          | 3          | 6     | 4     | 1     | —      | —      | —      | 34     | 10     | 4      |
| Club totaal | Club totaal    | Club totaal      | 46         | 8          | 4          | 6     | 4     | 1     | 0      | 0      | 0      | 52     | 12     | 5      |
| 2002/03     | PSV            | Eredivisie       | 33         | 12         | 7          | 4     | 0     | 0     | 4      | 1      | 0      | 41     | 13     | 7      |
| 2003/04     | PSV            | Eredivisie       | 23         | 5          | 10         | 3     | 1     | 0     | 8      | 2      | 4      | 34     | 8      | 14     |
| Club totaal | Club totaal    | Club totaal      | 56         | 17         | 17         | 7     | 1     | 0     | 12     | 3      | 4      | 75     | 21     | 21     |
| 2004/05     | Chelsea        | Premier League   | 18         | 7          | 9          | 6     | 1     | 1     | 5      | 1      | 0      | 29     | 9      | 10     |
| 2005/06     | Chelsea        | Premier League   | 28         | 6          | 4          | 6     | 1     | 2     | 6      | 0      | 0      | 40     | 7      | 6      |
| 2006/07     | Chelsea        | Premier League   | 21         | 2          | 4          | 8     | 0     | 1     | 8      | 1      | 1      | 37     | 3      | 6      |
| Club totaal | Club totaal    | Club totaal      | 67         | 15         | 17         | 20    | 2     | 4     | 19     | 2      | 1      | 106    | 19     | 22     |
| 2007/08     | Real Madrid    | Primera División | 21         | 4          | 4          | 2     | 1     | 1     | 5      | 0      | 0      | 28     | 5      | 5      |
| 2008/09     | Real Madrid    | Primera División | 29         | 7          | 8          | 2     | 0     | 1     | 6      | 1      | 1      | 37     | 8      | 10     |
| Club totaal | Club totaal    | Club totaal      | 50         | 11         | 12         | 4     | 1     | 2     | 11     | 1      | 1      | 65     | 13     | 15     |
| 2009/10     | Bayern München | Bundesliga       | 24         | 16         | 7          | 3     | 3     | 1     | 10     | 4      | 0      | 37     | 23     | 8      |
| 2010/11     | Bayern München | Bundesliga       | 14         | 12         | 10         | 2     | 1     | 1     | 2      | 0      | 2      | 18     | 13     | 13     |
| 2011/12     | Bayern München | Bundesliga       | 24         | 12         | 6          | 3     | 2     | 1     | 9      | 5      | 3      | 36     | 19     | 10     |
| 2012/13     | Bayern München | Bundesliga       | 16         | 5          | 7          | 6     | 4     | 4     | 9      | 4      | 2      | 31     | 13     | 13     |
| 2013/14     | Bayern München | Bundesliga       | 28         | 11         | 6          | 6     | 6     | 5     | 11     | 4      | 6      | 45     | 21     | 17     |
| 2014/15     | Bayern München | Bundesliga       | 21         | 17         | 7          | 2     | 0     | 1     | 7      | 2      | 1      | 30     | 19     | 9      |
| 2015/16     | Bayern München | Bundesliga       | 15         | 4          | 1          | 4     | 1     | 1     | 3      | 2      | 1      | 19     | 7      | 3      |
| 2016/17     | Bayern München | Bundesliga       | 26         | 13         | 11         | 3     | 0     | 0     | 8      | 3      | 3      | 37     | 16     | 14     |
| 2017/18     | Bayern München | Bundesliga       | 21         | 5          | 7          | 4     | 2     | 4     | 9      | 0      | 1      | 34     | 7      | 12     |
| 2018/19     | Bayern München | Bundesliga       | 12         | 4          | 0          | 3     | 0     | 1     | 4      | 2      | 1      | 19     | 6      | 2      |
| Club totaal | Club totaal    | Club totaal      | 201        | 99         | 62         | 36    | 19    | 19    | 72     | 26     | 20     | 309    | 144    | 101    |
| 2020/21     | FC Groningen   | Eredivisie       | 7          | 0          | 2          | 0     | 0     | 0     | —      | —      | —      | 7      | 0      | 2      |
| Club totaal | Club totaal    | Club totaal      | 53         | 8          | 6          | 6     | 4     | 1     | 0      | 0      | 0      | 59     | 12     | 7      |
| TOTAAL      | TOTAAL         | TOTAAL           | 427        | 150        | 114        | 73    | 27    | 26    | 114    | 32     | 26     | 614    | 209    | 166    |

## Nederlands elftal
Onder leiding van bondscoach Dick Advocaat maakte Robben op 30 april 2003 zijn debuut in het Nederlands elftal. Dat speelde die dag een oefeninterland in Eindhoven tegen Portugal (1–1). Ook Wesley Sneijder maakte in die wedstrijd voor het eerst zijn opwachting in Oranje. Robben viel in die wedstrijd na zevenenzeventig minuten in voor Marc Overmars. In de tien wedstrijden waaraan hij voorafgaand aan het EK deelnam, scoorde hij twee keer.

### Europees kampioenschap 2004
Op het Europees kampioenschap voetbal 2004 in Portugal beschouwde het Nederlandse publiek hem als een van de uitblinkers. Tegen Duitsland speelde hij nog niet, maar tegen Tsjechië wel. Tijdens die wedstrijd gaf hij twee assists. Nederland kwam met 2–0 voor. Na negenenvijftig minuten, bij een 2–1 stand, werd hij gewisseld voor Paul Bosvelt. Nederland verloor uiteindelijk met 2–3 en bondscoach Dick Advocaat kreeg een storm van kritiek over zich heen vanwege de wissel van Robben. Tegen Letland, Zweden en Portugal speelde Robben een minder doorslaggevende rol. Tegen Zweden scoorde hij de beslissende strafschop in een strafschoppenserie en verloste Nederland daarmee van een nationaal voetbaltrauma; jarenlang had het nationaal elftal telkens verloren bij strafschoppen.

### Wereldkampioenschap 2006
Op het WK in 2006 scoorde Robben het enige doelpunt tegen Servië en Montenegro en gaf hij ook de assist op de 2–1 van Van Nistelrooy in de wedstrijd tegen Ivoorkust. Na de wedstrijd tegen Servië en Montenegro en Ivoorkust werd Robben tot man of the match benoemd. In de poulewedstrijd tegen Argentinië speelde hij niet, omdat Marco van Basten niet wilde dat Robben nog een gele kaart opliep en daardoor geschorst zou zijn voor de achtste finale. Oranje verloor deze achtste finale van Portugal met 0–1.

### Europees kampioenschap 2008

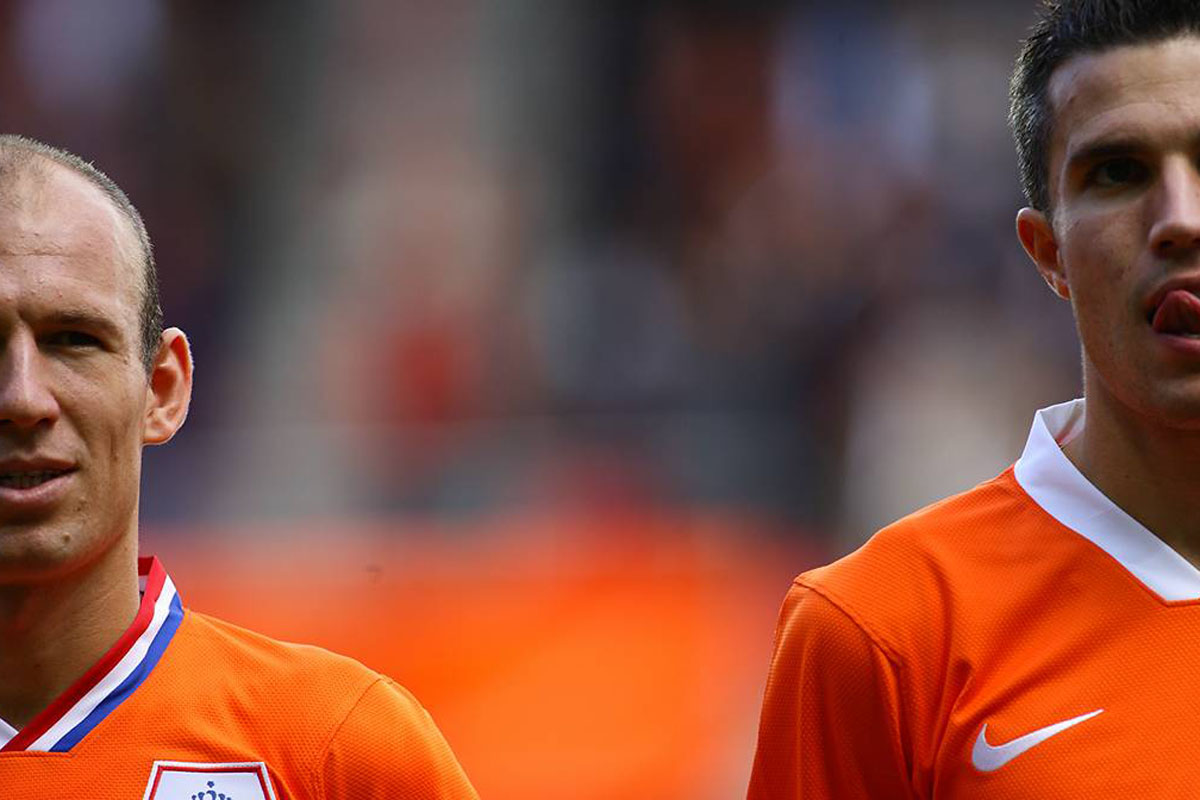
Robben met Robin van Persie, voorafgaand aan een oefeninterland tegen Japan (3-0), september 2009

Hij werd in 2008, ondanks een teleurstellend seizoen bij Real Madrid, opgenomen in de selectie van het Nederlands elftal voor het Europees kampioenschap voetbal 2008.
Een paar dagen voor de eerste poulewedstrijd, tegen Italië, raakte Robben geblesseerd aan zijn lies. Hij herstelde echter snel en speelde in de tweede poulewedstrijd op 13 juni tegen Frankrijk alweer. Robben gaf de assist voor het tweede Nederlandse doelpunt (Robin van Persie was de doelpuntmaker) en even later scoorde Robben het derde doelpunt van de EK-wedstrijd tegen Frankrijk. In de poulewedstrijd tegen Roemenië speelde hij geen beslissende rol. De kwartfinale tegen Rusland speelde hij niet omdat hij weer geblesseerd was. Nederland verloor deze wedstrijd met 1–3.

### Wereldkampioenschap 2010
Op 5 juni 2010, in de laatste oefenwedstrijd tegen Hongarije voor het WK 2010, scoorde Robben tweemaal. Hij verliet echter voor het einde van de wedstrijd met een hamstringblessure het veld. Na onderzoek werd op 6 juni bekendgemaakt dat de blessure minder ernstig was dan eerst werd aangenomen. Het betrof een scheurtje in de linker hamstring. Van Marwijk besloot daarop om Robben toch naar het WK af te laten reizen. Na een week hard werken bij fysiotherapeut voor topsporters Dick van Toorn aan zijn herstel, voegde Robben zich op 12 juni weer bij de selectie. Op 24 juni maakte hij zijn rentree tijdens de wedstrijd Kameroen - Nederland toen hij in de drieënzeventigste minuut het veld in werd gebracht voor Rafael van der Vaart. Ondanks dat duidelijk was dat hij nog niet voor de volle 100 procent fit was, schoot hij vrijwel direct na z'n rentree op de paal, waarna Klaas-Jan Huntelaar uit de rebound het winnende doelpunt maakte.
In de achtste finale tegen Slowakije stond Robben voor het eerst dit WK in de basis op de voor hem vertrouwde rechterflank. Hij scoorde het belangrijke eerste doelpunt en werd tot man van de wedstrijd gekozen die uiteindelijk gewonnen werd met 2-1. In de kwartfinale tegen Brazilië werd Robben regelmatig onderuit gehaald door de tegenpartij en werd zelfs een keer nagetrapt door Felipe Melo nadat Melo Robben al onderuit had getrapt. Melo kreeg hiervoor direct een rode kaart. Robben maakte in de halve finale van het WK in Zuid-Afrika het derde doelpunt voor Nederland in de met 2–3 gewonnen wedstrijd tegen Uruguay, waarmee Nederland zich plaatste voor de finale van het Wereldkampioenschap voetbal 2010. Daarin was Spanje de tegenstander. Twee keer kon Robben in de finale alleen op doelman Iker Casillas afstormen, maar even vaak kwam hij niet aan scoren toe. Het bleef na negentig minuten 0–0 en in de verlenging scoorde Spanje, met nog enkele minuten op de klok. Het bleef 0–1, waardoor Nederland voor de derde keer in de geschiedenis als tweede eindigde op een WK.

### Europees kampioenschap 2012

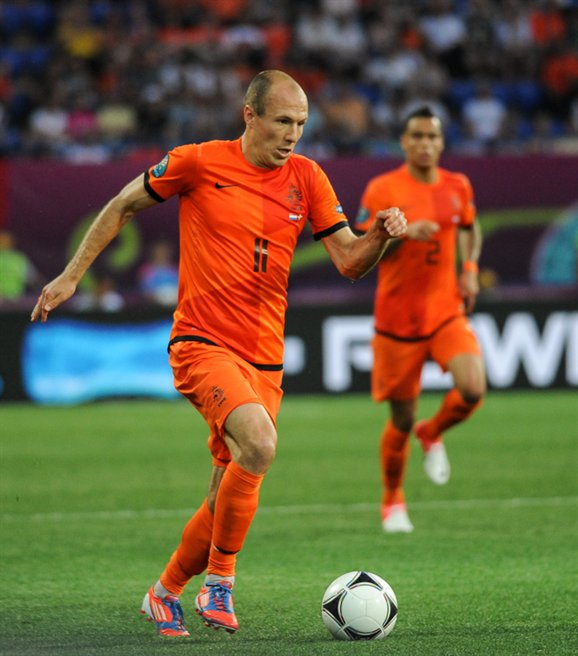
Robben aan de bal tijdens Nederland–Denemarken (0–1) op het EK 2012

Voor het EK 2012 werd Robben weer opgenomen in de selectie van het Nederlands elftal. Ditmaal met minder succes. Het toernooi verliep voor het Nederlands elftal dramatisch, met drie verloren wedstrijden en dus uitschakeling in de groepsfase. Van Robben werd vaak gezegd dat hij niet in vorm zou zijn en last zou hebben van zijn gemiste strafschop voor Bayern München. Ook werd hij beticht van een tekort aan zelfkritiek. Robben maakte geen doelpunten in het toernooi, maar verzorgde wel de assists voor de twee Nederlandse doelpunten.

### Wereldkampioenschap voetbal 2014
Op 13 juni 2014 maakte hij twee doelpunten tegen Spanje in de eerste poulewedstrijd, die eindigde in 5–1 voor het Nederlands elftal. Op 18 juni 2014 maakte hij tijdens de met 3–2 gewonnen tweede poulewedstrijd tegen Australië de 1–0. Op 23 juni tegen Chili creëerde Robben meerdere malen met zijn snelheid kansen. Uit een voorzet van hem scoorde Memphis Depay. Op 29 juni, tegen Mexico in de achtste finale, was Robben zeer belangrijk met meerdere kansen. Ver in de blessuretijd werd Robben gehaakt en kreeg Nederland een strafschop, waarbij Klaas-Jan Huntelaar de winnende treffer maakte. Hierdoor ging Nederland door naar de kwartfinale. Zowel in de kwartfinale als in de halve finale scoorde Robben bij de strafschoppenserie. Robben was een van de uitblinkers op het WK. Hij maakte drie doelpunten, leverde een assist en kreeg twee keer een strafschop mee. Op basis van zijn goede spel dit WK werd Robben genomineerd door de FIFA voor de Gouden Bal. Hij kreeg uiteindelijk de Bronzen Bal.

### Aanvoerder
Toen Danny Blind in januari 2015 bondscoach van het Nederlands elftal werd, stelde hij bij zijn eerste interland, thuis tegen IJsland, Robben aan als nieuwe aanvoerder.

### Laatste interland
Robben speelde op 10 oktober 2017 zijn laatste interland. Hij maakte die dag beide doelpunten tijdens een met 2–0 gewonnen kwalificatiewedstrijd voor het WK 2018, thuis tegen Zweden. Deze overwinning was niet voldoende voor het Nederlands elftal om zich te plaatsen. Direct na de wedstrijd maakte hij zijn afscheid van het Nederlands elftal bekend.
| Interlands van Arjen Robben voor Nederland | Interlands van Arjen Robben voor Nederland | Interlands van Arjen Robben voor Nederland | Interlands van Arjen Robben voor Nederland | Interlands van Arjen Robben voor Nederland | Interlands van Arjen Robben voor Nederland | Interlands van Arjen Robben voor Nederland |
| №                                          | Datum                                      | Wedstrijd                                  | Uitslag                                    | Competitie                                 | Goals                                      | Assists                                    |
| Als speler van PSV                         | Als speler van PSV                         | Als speler van PSV                         | Als speler van PSV                         | Als speler van PSV                         | Als speler van PSV                         | Als speler van PSV                         |
| ------------------------------------------ | ------------------------------------------ | ------------------------------------------ | ------------------------------------------ | ------------------------------------------ | ------------------------------------------ | ------------------------------------------ |
| 1.                                         | 30 april 2003                              | Nederland – Portugal                       | 1 – 1                                      | Vriendschappelijk                          | 0                                          | 0                                          |
| 2.                                         | 6 september 2003                           | Nederland – Oostenrijk                     | 3 – 1                                      | Kwalificatie EK 2004                       | 0                                          | 0                                          |
| 3.                                         | 11 oktober 2003                            | Nederland – Moldavië                       | 5 – 0                                      | Kwalificatie EK 2004                       | 1                                          | 0                                          |
| 4.                                         | 18 februari 2004                           | Nederland – Verenigde Staten               | 1 – 0                                      | Vriendschappelijk                          | 1                                          | 0                                          |
| 5.                                         | 1 juni 2004                                | Nederland – Faeröer                        | 3 – 0                                      | Vriendschappelijk                          | 0                                          | 0                                          |
| 6.                                         | 5 juni 2004                                | Nederland – Ierland                        | 0 – 1                                      | Vriendschappelijk                          | 0                                          | 0                                          |
| 7.                                         | 19 juni 2004                               | Tsjechië – Nederland                       | 3 – 2                                      | EK 2004                                    | 0                                          | 2                                          |
| 8.                                         | 23 juni 2004                               | Letland – Nederland                        | 0 – 3                                      | EK 2004                                    | 0                                          | 0                                          |
| 9.                                         | 26 juni 2004                               | Nederland – Zweden                         | 0 – 0 (5 – 4 n.s.)                         | EK 2004                                    | 0                                          | 0                                          |
| 10.                                        | 30 juni 2004                               | Portugal – Nederland                       | 2 – 1                                      | EK 2004                                    | 0                                          | 0                                          |
| Als speler van Chelsea FC                  |                                            |                                            |                                            |                                            |                                            |                                            |
| 11.                                        | 17 november 2004                           | Andorra – Nederland                        | 0 – 3                                      | Kwalificatie WK 2006                       | 1                                          | 0                                          |
| 12.                                        | 26 maart 2005                              | Roemenië – Nederland                       | 0 – 2                                      | Kwalificatie WK 2006                       | 0                                          | 1                                          |
| 13.                                        | 4 juni 2005                                | Nederland – Roemenië                       | 2 – 0                                      | Kwalificatie WK 2006                       | 1                                          | 1                                          |
| 14.                                        | 8 juni 2005                                | Finland – Nederland                        | 0 – 4                                      | Kwalificatie WK 2006                       | 0                                          | 0                                          |
| 15.                                        | 17 augustus 2005                           | Nederland – Duitsland                      | 2 – 2                                      | Vriendschappelijk                          | 2                                          | 0                                          |
| 16.                                        | 7 september 2005                           | Nederland – Andorra                        | 4 – 0                                      | Kwalificatie WK 2006                       | 0                                          | 0                                          |
| 17.                                        | 8 oktober 2005                             | Tsjechië – Nederland                       | 0 – 2                                      | Kwalificatie WK 2006                       | 0                                          | 0                                          |
| 18.                                        | 1 maart 2006                               | Nederland – Ecuador                        | 1 – 0                                      | Vriendschappelijk                          | 0                                          | 0                                          |
| 19.                                        | 27 mei 2006                                | Nederland – Kameroen                       | 1 – 0                                      | Vriendschappelijk                          | 0                                          | 0                                          |
| 20.                                        | 4 juni 2006                                | Nederland – Australië                      | 1 – 1                                      | Vriendschappelijk                          | 0                                          | 0                                          |
| 21.                                        | 11 juni 2006                               | Servië en Montenegro – Nederland           | 0 – 1                                      | WK 2006                                    | 1                                          | 0                                          |
| 22.                                        | 16 juni 2006                               | Ivoorkust – Nederland                      | 1 – 2                                      | WK 2006                                    | 0                                          | 1                                          |
| 23.                                        | 25 juni 2006                               | Nederland – Portugal                       | 0 – 1                                      | WK 2006                                    | 0                                          | 0                                          |
| 24.                                        | 16 augustus 2006                           | Ierland – Nederland                        | 0 – 4                                      | Vriendschappelijk                          | 1                                          | 0                                          |
| 25.                                        | 7 oktober 2006                             | Bulgarije – Nederland                      | 1 – 1                                      | Kwalificatie EK 2008                       | 0                                          | 0                                          |
| 26.                                        | 11 oktober 2006                            | Nederland – Albanië                        | 2 – 1                                      | Kwalificatie EK 2008                       | 0                                          | 0                                          |
| 27.                                        | 15 november 2006                           | Nederland – Engeland                       | 1 – 1                                      | Vriendschappelijk                          | 0                                          | 0                                          |
| 28.                                        | 24 maart 2007                              | Nederland – Roemenië                       | 0 – 0                                      | Kwalificatie EK 2008                       | 0                                          | 0                                          |
| 29.                                        | 28 maart 2007                              | Slovenië – Nederland                       | 0 – 1                                      | Kwalificatie EK 2008                       | 0                                          | 0                                          |
| Als speler van Real Madrid                 |                                            |                                            |                                            |                                            |                                            |                                            |
| 30.                                        | 13 oktober 2007                            | Roemenië – Nederland                       | 1 – 0                                      | Kwalificatie EK 2008                       | 0                                          | 0                                          |
| 31.                                        | 17 oktober 2007                            | Nederland – Slovenië                       | 2 – 0                                      | Kwalificatie EK 2008                       | 0                                          | 0                                          |
| 32.                                        | 29 mei 2008                                | Nederland – Denemarken                     | 1 – 1                                      | Vriendschappelijk                          | 0                                          | 1                                          |
| 33.                                        | 1 juni 2008                                | Nederland – Wales                          | 2 – 0                                      | Vriendschappelijk                          | 1                                          | 0                                          |
| 34.                                        | 13 juni 2008                               | Frankrijk – Nederland                      | 1 – 4                                      | EK 2008                                    | 1                                          | 1                                          |
| 35.                                        | 17 juni 2008                               | Nederland – Roemenië                       | 2 – 0                                      | EK 2008                                    | 0                                          | 0                                          |
| 36.                                        | 20 augustus 2008                           | Rusland – Nederland                        | 1 – 1                                      | Vriendschappelijk                          | 0                                          | 0                                          |
| 37.                                        | 10 september 2008                          | Macedonië – Nederland                      | 1 – 2                                      | Kwalificatie WK 2010                       | 0                                          | 0                                          |
| 38.                                        | 11 februari 2009                           | Tunesië – Nederland                        | 1 – 1                                      | Vriendschappelijk                          | 0                                          | 0                                          |
| 39.                                        | 28 maart 2009                              | Nederland – Schotland                      | 3 – 0                                      | Kwalificatie WK 2010                       | 0                                          | 0                                          |
| 40.                                        | 1 april 2009                               | Nederland – Macedonië                      | 4 – 0                                      | Kwalificatie WK 2010                       | 0                                          | 0                                          |
| 41.                                        | 6 juni 2009                                | IJsland – Nederland                        | 1 – 2                                      | Kwalificatie WK 2010                       | 0                                          | 0                                          |
| 42.                                        | 10 juni 2009                               | Nederland – Noorwegen                      | 2 – 0                                      | Kwalificatie WK 2010                       | 1                                          | 0                                          |
| 43.                                        | 12 augustus 2009                           | Nederland – Engeland                       | 2 – 2                                      | Vriendschappelijk                          | 0                                          | 1                                          |
| Als speler van Bayern München              |                                            |                                            |                                            |                                            |                                            |                                            |
| 44.                                        | 5 september 2009                           | Nederland – Japan                          | 3 – 0                                      | Vriendschappelijk                          | 0                                          | 0                                          |
| 45.                                        | 9 september 2009                           | Schotland – Nederland                      | 0 – 1                                      | Kwalificatie WK 2010                       | 0                                          | 0                                          |
| 46.                                        | 3 maart 2010                               | Nederland – Verenigde Staten               | 2 – 1                                      | Vriendschappelijk                          | 0                                          | 0                                          |
| 47.                                        | 5 juni 2010                                | Nederland – Hongarije                      | 6 – 1                                      | Vriendschappelijk                          | 1                                          | 1                                          |
| 48.                                        | 24 juni 2010                               | Kameroen – Nederland                       | 1 – 2                                      | WK 2010                                    | 0                                          | 1                                          |
| 49.                                        | 28 juni 2010                               | Nederland – Slowakije                      | 2 – 1                                      | WK 2010                                    | 1                                          | 0                                          |
| 50.                                        | 2 juli 2010                                | Brazilië – Nederland                       | 1 – 2                                      | WK 2010                                    | 0                                          | 1                                          |
| 51.                                        | 6 juli 2010                                | Uruguay – Nederland                        | 2 – 3                                      | WK 2010                                    | 1                                          | 0                                          |
| 52.                                        | 11 juli 2010                               | Nederland – Spanje                         | 0 – 1                                      | WK 2010                                    | 0                                          | 0                                          |
| 53.                                        | 4 juni 2011                                | Brazilië – Nederland                       | 0 – 0                                      | Vriendschappelijk                          | 0                                          | 0                                          |
| 54.                                        | 29 februari 2012                           | Engeland – Nederland                       | 2 – 3                                      | Vriendschappelijk                          | 2                                          | 0                                          |
| 55.                                        | 26 mei 2012                                | Nederland – Bulgarije                      | 1 – 2                                      | Vriendschappelijk                          | 0                                          | 0                                          |
| 56.                                        | 30 mei 2012                                | Nederland – Slowakije                      | 2 – 0                                      | Vriendschappelijk                          | 0                                          | 0                                          |
| 57.                                        | 2 juni 2012                                | Nederland – Noord-Ierland                  | 6 – 0                                      | Vriendschappelijk                          | 0                                          | 0                                          |
| 58.                                        | 9 juni 2012                                | Nederland – Denemarken                     | 0 – 1                                      | EK 2012                                    | 0                                          | 0                                          |
| 59.                                        | 13 juni 2012                               | Nederland – Duitsland                      | 1 – 2                                      | EK 2012                                    | 0                                          | 1                                          |
| 60.                                        | 17 juni 2012                               | Nederland – Portugal                       | 1 – 2                                      | EK 2012                                    | 0                                          | 1                                          |
| 61.                                        | 15 augustus 2012                           | België – Nederland                         | 4 – 2                                      | Vriendschappelijk                          | 0                                          | 2                                          |
| 62.                                        | 7 september 2012                           | Nederland – Turkije                        | 2 – 0                                      | Kwalificatie WK 2014                       | 0                                          | 0                                          |
| 63.                                        | 14 november 2012                           | Nederland – Duitsland                      | 0 – 0                                      | Vriendschappelijk                          | 0                                          | 0                                          |
| 64.                                        | 6 februari 2013                            | Nederland – Italië                         | 1 – 1                                      | Vriendschappelijk                          | 0                                          | 0                                          |
| 65.                                        | 22 maart 2013                              | Nederland – Estland                        | 3 – 0                                      | Kwalificatie WK 2014                       | 0                                          | 0                                          |
| 66.                                        | 26 maart 2013                              | Nederland – Roemenië                       | 4 – 0                                      | Kwalificatie WK 2014                       | 0                                          | 1                                          |
| 67.                                        | 7 juni 2013                                | Indonesië – Nederland                      | 0 – 3                                      | Vriendschappelijk                          | 1                                          | 0                                          |
| 68.                                        | 11 juni 2013                               | China – Nederland                          | 0 – 2                                      | Vriendschappelijk                          | 0                                          | 1                                          |
| 69.                                        | 14 augustus 2013                           | Portugal – Nederland                       | 1 – 1                                      | Vriendschappelijk                          | 0                                          | 0                                          |
| 70.                                        | 6 september 2013                           | Estland – Nederland                        | 2 – 2                                      | Kwalificatie WK 2014                       | 1                                          | 0                                          |
| 71.                                        | 11 oktober 2013                            | Nederland – Hongarije                      | 8 – 1                                      | Kwalificatie WK 2014                       | 1                                          | 2                                          |
| 72.                                        | 15 oktober 2013                            | Turkije – Nederland                        | 0 – 2                                      | Kwalificatie WK 2014                       | 1                                          | 0                                          |
| 73.                                        | 16 november 2013                           | Japan – Nederland                          | 2 – 2                                      | Vriendschappelijk                          | 1                                          | 0                                          |
| 74.                                        | 31 mei 2014                                | Nederland - Ghana                          | 1 – 0                                      | Vriendschappelijk                          | 0                                          | 0                                          |
| 75.                                        | 4 juni 2014                                | Nederland - Wales                          | 2 – 0                                      | Vriendschappelijk                          | 1                                          | 0                                          |
| 76.                                        | 13 juni 2014                               | Spanje - Nederland                         | 1 – 5                                      | WK 2014                                    | 2                                          | 0                                          |
| 77.                                        | 18 juni 2014                               | Australië - Nederland                      | 2 – 3                                      | WK 2014                                    | 1                                          | 0                                          |
| 78.                                        | 23 juni 2014                               | Nederland - Chili                          | 2 – 0                                      | WK 2014                                    | 0                                          | 1                                          |
| 79.                                        | 29 juni 2014                               | Nederland - Mexico                         | 2 – 1                                      | WK 2014                                    | 0                                          | 0                                          |
| 80.                                        | 5 juli 2014                                | Nederland - Costa Rica                     | 0 – 0 (4 – 3 n.s.)                         | WK 2014                                    | 0                                          | 0                                          |
| 81.                                        | 9 juli 2014                                | Nederland - Argentinië                     | 0 – 0 (2 – 4 n.s.)                         | WK 2014                                    | 0                                          | 0                                          |
| 82.                                        | 12 juli 2014                               | Brazilië - Nederland                       | 0 – 3                                      | WK 2014                                    | 0                                          | 0                                          |
| 83.                                        | 10 oktober 2014                            | Nederland - Kazachstan                     | 3 – 1                                      | Kwalificatie EK 2016                       | 0                                          | 0                                          |
| 84.                                        | 13 oktober 2014                            | IJsland - Nederland                        | 2 – 0                                      | Kwalificatie EK 2016                       | 0                                          | 0                                          |
| 85.                                        | 12 november 2014                           | Nederland - Mexico                         | 2 – 3                                      | Vriendschappelijk                          | 0                                          | 0                                          |
| 86.                                        | 16 november 2014                           | Nederland - Letland                        | 6 – 0                                      | Kwalificatie EK 2016                       | 2                                          | 1                                          |
| 87.                                        | 3 september 2015                           | Nederland - IJsland                        | 0 – 1                                      | Kwalificatie EK 2016                       | 0                                          | 0                                          |
| 88.                                        | 13 november 2015                           | Wales - Nederland                          | 2 – 3                                      | Vriendschappelijk                          | 2                                          | 0                                          |
| 89.                                        | 13 november 2016                           | Luxemburg - Nederland                      | 1 – 3                                      | Kwalificatie WK 2018                       | 1                                          | 0                                          |
| 90.                                        | 25 maart 2017                              | Bulgarije - Nederland                      | 2 – 0                                      | Kwalificatie WK 2018                       | 0                                          | 0                                          |
| 91.                                        | 4 juni 2017                                | Nederland - Ivoorkust                      | 5 – 0                                      | Vriendschappelijk                          | 1                                          | 1                                          |
| 92.                                        | 9 juni 2017                                | Nederland - Luxemburg                      | 5 – 0                                      | Kwalificatie WK 2018                       | 1                                          | 1                                          |
| 93.                                        | 31 augustus 2017                           | Frankrijk - Nederland                      | 4 – 0                                      | Kwalificatie WK 2018                       | 0                                          | 0                                          |
| 94.                                        | 3 september 2017                           | Nederland – Bulgarije                      | 3 – 1                                      | Kwalificatie WK 2018                       | 1                                          | 0                                          |
| 95.                                        | 7 oktober 2017                             | Wit-Rusland – Nederland                    | 1 – 3                                      | Kwalificatie WK 2018                       | 1                                          | 1                                          |
| 96.                                        | 10 oktober 2017                            | Nederland – Zweden                         | 2 – 0                                      | Kwalificatie WK 2018                       | 2                                          | 0                                          |

## Erelijst
PSV
- Eredivisie: 2002/03
- Johan Cruijff Schaal: 2003

 Chelsea
- Premier League: 2004/05, 2005/06
- FA Cup: 2006/07

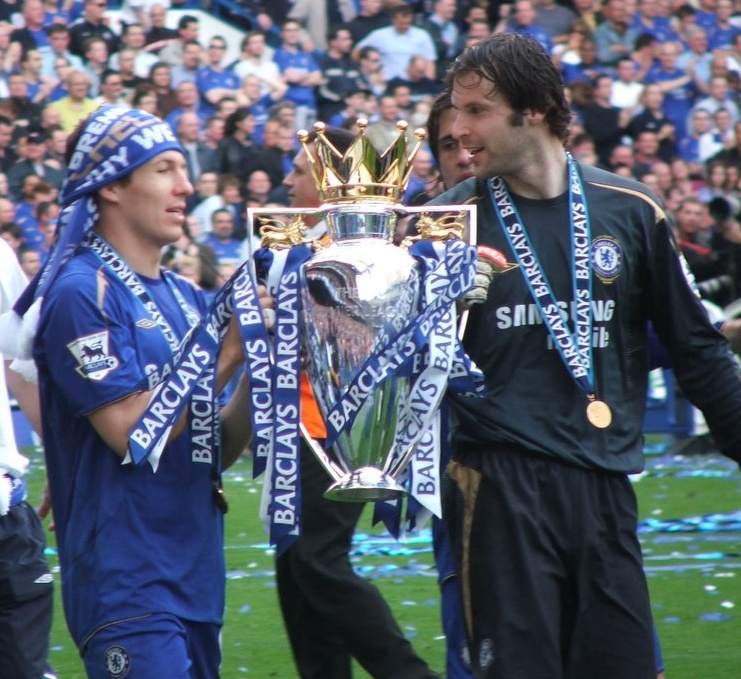
Robben (links) en Petr Čech vieren de Premier League-titel in 2006.

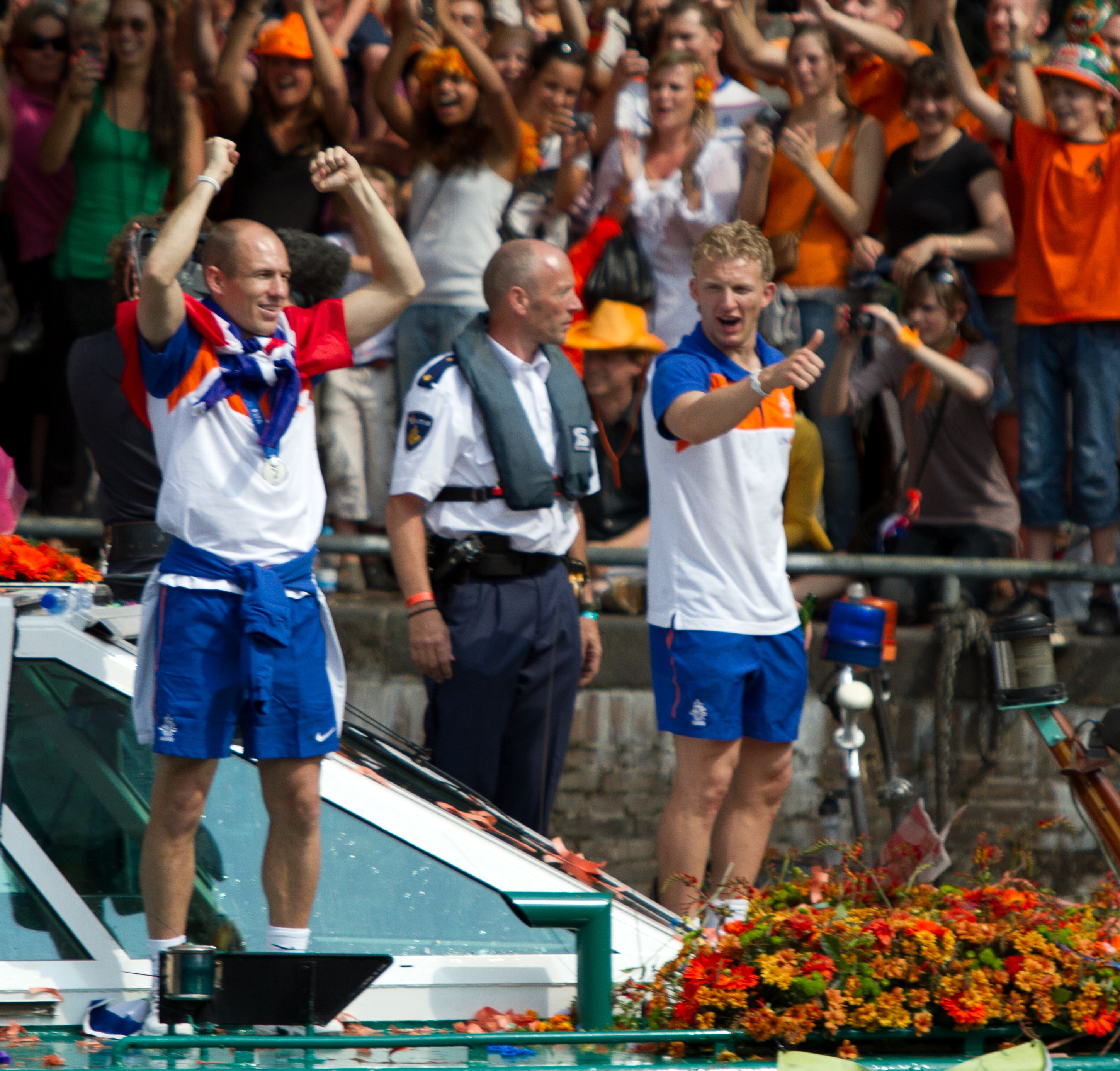
Robben na het behalen van de tweede plek op het WK van 2010

- Football League Cup: 2004/05, 2006/07
- FA Community Shield: 2005

 Real Madrid
- Primera División: 2007/08
- Supercopa de España: 2008

 Bayern München
- FIFA Club World Cup: 2013
- UEFA Champions League: 2012/13
- UEFA Super Cup: 2013
- Bundesliga: 2009/10, 2012/13, 2013/14, 2014/15, 2015/16, 2016/17, 2017/18, 2018/19
- DFB-Pokal: 2009/10, 2012/13, 2013/14, 2015/16, 2018/19
- DFL-Supercup: 2010, 2012, 2016, 2017, 2018

Individueel
- Speler van het Jaar 2000/01 bij FC Groningen.[31]
- Verkozen tot Talent van het Jaar van het seizoen 2002/03 door een jury van twaalf personen, onder wie Johan Cruijff, Ruud Gullit en Marco van Basten van het VVCS. Robben was de eerste voetballer die deze prijs in ontvangst mocht nemen.
- In 2005 werd Robben verkozen tot Europees voetballer van het jaar onder 21 door het Italiaanse sportblad Guerin Sportivo.
- Tor des Monats: januari 2010, maart 2010, april 2010 en februari 2013.[32]
- Het Duitse voetbalblad Kicker koos Robben tot Bundesliga Speler van het Jaar 2010.
- Gekozen tot Groninger van het Jaar (2004 en 2013)
- Man of the match UEFA Champions Leaguefinale 2013
- Genomineerd voor Sportman van het Jaar (2013)
- De FIFA reikte hem voor zijn prestaties op het WK 2014 de Bronzen Bal uit.
- Werd op 16 december 2014 gekozen tot Sportman van het Jaar 2014.
- Oeuvre Award: Voetbalcarrière (Voetballer van het Jaar Gala: 2019)

## Privéleven
Robben trouwde op 9 juni 2007 met zijn jeugdliefde en heeft drie kinderen: twee zoons en een dochter. Zijn eerste zoon werd in 2008 geboren, zijn dochter in 2010 en zijn jongste zoon in 2012. In 2006 opende Robben het nieuwe stadion van FC Groningen; Euroborg. Sinds maart 2011 is Robben officieel ambassadeur van de supportersvereniging van FC Groningen. In 2014 werkte Robben mee aan een project rondom laaggeletterdheid. Kinderen uit de provincie Groningen hebben - onder redactie van kinderboekenauteur Fred Diks - verhalen over Arjen Robben geschreven. Met het bedenken van de eerste zin, gaf Robben zelf steeds de voorzet voor het schrijven van een avontuur. Er zijn in totaal drie boeken verschenen: Arjen Robben en de finale van de Champions League, Arjen Robben en het magische schot in Rio en Arjen Robben en het geheim van zijn jonge helden. De laatste twee delen stonden enkele weken in de landelijke Bestseller60.